# A felelősségteljes szerencsejáték
Szerencsejátéknak nevezzük azokat a játékformákat, amelyek során a játékosok pénzüket kockáztatva véletlenszerűen fogadnak a játékon belül bizonyos kimenetelekre. 
A szerencsejátékok világának csábító ajánlatai alkalmanként magával ragadják a játszani vágyó felhasználókat, akiknél hosszú távon szerencsejáték-függőség alakulhat ki. Ez pusztító hatással van úgy a társadalomra, mint az egyénre és hozzátartozóira.
A felelősségteljes szerencsejáték olyan stratégiák együtteséből tevődik össze, amelyeket a játékosnak a szerencsejáték-függőség megelőzése érdekében érdemes követni. 
Minden legálisan működő, jó hírű szerencsejáték szolgáltató tájékoztatást nyújt a szerencsejáték-függőség veszélyeiről és a megelőzési stratégiákról, valamint korlátozásokkal is szabályozhatja a szerencsejátékra fordított időt és pénzt.

## A szerencsejáték-függőség
A szerencsejáték szolgáltató platformok úgy lettek létrehozva, hogy az egyén összes érzékszervére hatást gyakoroljanak: az élénk színekből építkező vizuális megjelenés és effektek egy színekkel teli, barátságos környezetet teremtenek.
A szerencsejátékosok egy része felelősségteljesen vesz részt a játékokban, felismerve, hogy az online szerencsejátékok elsősorban szórakoztató célú tevékenységek. Ugyanakkor egyes személyek esetében a játék más motivációk miatt válik jelentőssé, ami túlzott játéktevékenységhez és a függőség kialakulásához vezethet.
Az érintettek számára a szerencsejáték-ipar vonzereje elsősorban a pénzszerzési lehetőségben rejlik, amely egyúttal elvárásokat és feszültséget is okozhat a játékosok körében. Ilyen esetekben a kontroll elvesztése következtében szerencsejáték-függőség alakulhat ki.

### A szerencsejáték-függőség tünetei
A szórakozás és a függőség közötti határvonal meghatározása nehéz, mivel ez a téma, hasonlóan más mentális zavarokhoz, továbbra is tabunak számít. Egyértelmű problémára utal azonban, ha a szerencsejáték az egyén életében elsőbbséget élvez a személyes kapcsolatokkal, a munkával vagy más kedvelt tevékenységekkel szemben.
A szerencsejáték-függőség jellemző tünetei közé tartozik a játék iránti kényszeres vágy, amely a kontroll elvesztésével jár, valamint az érdeklődés beszűkülése más tevékenységek iránt. A betegség gyakran a munka, a tanulmányok és az emberi kapcsolatok elhanyagolásához vezet, ami jelentős negatív hatással lehet az érintett életminőségére és társas környezetére.
Gyakori a pénzügyi problémák megjelenése, mivel a függő egyre több időt és pénzt fordít a játékra, és a veszteségeket azonnal kompenzálni próbálja. Jellemző lehet a valóságtól való elszakadás, az elszigetelődés, az önelhanyagolás, valamint az, hogy a játék menekülési útvonallá válik a hétköznapi problémák elől.

## Az online szerencsejáték korlátozásának lehetőségei
A szerencsejátékkal foglalkozó szervek, valamint a megbízható és a játékosok biztonságára figyelmet fordító kaszinók ügyfélpolitikájának részét képezi a felelősségteljes játékra való felhívás. Ez gyakorlatban azt jelenti, hogy számos lépést tesznek felhasználóik anyagi és mentális egészségének megőrzése érdekében.

### Kiskorúak védelme
A törvény értelmében, kiskorúak, azaz 18. életévüket be nem töltött fiatalok számára tilos a szerencsejáték. Ez a korosztály kifejezetten veszélyeztetett, hiszen könnyebben alakulhat ki náluk a függőség. A legális és szabályozott kaszinók és egyéb platformok egy része számos lépést tesz annak érdekében, hogy megóvja a fiatal generációt a függőség kialakulásától.
Ilyen intézkedés például a témáról való rendszeres kommunikáció, a különböző preventív program, figyelemfelhívó kampány, illetve a gyermekek internet hozzáférését korlátozó szűrők használatának javaslata.

## A Szabályozott Tevékenységek Felügyeleti Hatóság: Szerencsejáték felügyelet
A Szerencsejáték Felügyelet engedélyezi és ellenőrzi a szerencsejáték-szervezést, fellép az illegális tevékenységek ellen, és fogyasztóvédelmi hatósági jogkörrel is rendelkezik. Egyes szerencsejáték-formák liberalizáltak, mások koncesszióhoz kötöttek.
2023-tól a távszerencsejáték piaca is megnyílt. Az állami kontroll erősödése tisztább működést és jelentős adóbevételeket eredményezett. A játékosvédelem része a 2017-ben bevezetett felelős játékszervezői minősítés, amely segít csökkenteni a szerencsejáték-függőség kockázatát.

### Játékfüggőséggel foglalkozó szervezetek
Több olyan hivatásos intézmény létezik, amely kifejezetten a szerencsejáték függőség által okozott krízishelyzetekkel foglalkozik, ilyen például a nemzetközi GamCare, amely konzultációkkal, tanácsokkal kínál megoldást, vagy a Gambling Therapy szervezet. 
Magyarországon 2013 óta az ELTE PPK Klinikai Pszichológia és Addiktológia Tanszék Szerencsejátékos Segélyszolgálatot működtet, amely ingyenesen és anonim módon hívható. A beérkező hívásokat és e-maileket képzett szakemberek fogadják, többek között az ELTE pszichológia szak hallgatói, doktoranduszai vagy már végzett egykori diákjai.

### Csoportos foglalkozások függőknek
2012-ben a Szerencsejáték Zrt., a Magyar Ökumenikus Segélyszervezet és a Humánum Kft. szakmai együttműködésének keretében létrejött a Játék határokkal nevű program. Ennek célja a szerencsejáték-függőség megelőzése és kezelése átfogó, komplex megközelítéssel, amely a prevencióra, az integrációra és a tudásmegosztásra épül. 
2017-ben a program egy új elemmel egészült ki: létrejött az Információs Pontok Hálózata, amely hét városban – Budapesten, Debrecenben, Miskolcon, Kaposváron, Orosházán, Sopronban és Szolnokon – kínál támogatást az érintettek számára. 
A hálózat célja egy olyan szakmailag felkészült rendszer kialakítása volt, amely hatékony és gyakorlati segítséget nyújt a szerencsejáték-függőség problémájával küzdőknek. Emellett a kezdeményezés hozzájárul egy aktív kapcsolati háló és kommunikációs csatorna kiépítéséhez az érintett intézmények és az ellátórendszer szereplői között.